# Nit americana
|  | Per a altres significats, vegeu «La nit americana». |

En realització cinematogràfica es diu  nit americana  una tècnica fotogràfica de simular la il·luminació nocturna.
Consisteix a filmar escenes durant el dia utilitzant un filtre a la càmera, de color blau si es filma en color, o bé de color vermell si s'utilitza pel·lícula en blanc i negre, i subexposant la imatge, de manera d'aconseguir una imatge enfosquida i blavosa, si s'escau. D'aquesta forma, es simula la nit i la llum de la lluna. Mentre es filma amb aquesta tècnica, s'evita filmar el cel i es té especial cura en les ombres per no perdre realisme.
Aquesta tècnica, desenvolupada inicialment als Estats Units amb el nom original de "Day for night", va ser molt usual durant llargues dècades del cinema. Més recentment s'ha anat abandonant, ja que es disposa de material fotogràfic molt més sensible, que permet filmar en condicions de poca llum. Amb això s'aconsegueix un efecte més real, ja que en la nit americana l'espectador s'adona fàcilment de la tècnica utilitzada, ja que els objectes projecten forts ombres, la qual cosa ocorre de nit en molt poc o cap grau.

## Tècniques
Durant l'època del cinema mut, les impressions es tenyien de blau a les escenes nocturnes per millorar la il·lusió. Encara que la llum de la lluna no és de color blau, ho sembla a l'ull humà a causa de l'efecte Purkinje. Per donar una aparença més blava a les escenes filmades en color, algunes tècniques utilitzen 3200K al balanç de Tungsten en comptes de 5000K en el balanç de la llum del dia. La balança de tungsten fa que la il·luminació artificial (llums del carrer, fars, finestres lluminoses, etc.) sigui com a zona blanca i els llocs sense il·luminar com a "blau clar". Amb les càmeres de vídeo professionals, es fan ajustaments de temperatura de color per aconseguir el mateix efecte. Amb la postproducció digital d'avui en dia, l'ajustament de la temperatura de color es fa dins de la càmera per preservar el blanc de les llums artificials però l'enfoscament d'escenes es guarda per la postproducció per un millor resultat de l'efecte.
Subexposant la presa es pot donar una il·lusió de foscor o de llum de lluna. Normalment es subexposa uns dos f. També es pot utilitzar filtres de densitat neutre.
El cel a la llum del dia es pot ennegrir per simular la nit. En les pel·lícules de blanc i negre, amb un filtre vermell que transformarà el cel blau en negre. La pel·lícula d'infrarojos s'utilitza ja per preses més llargues però transforma el fullatge verd en blanc. Els filtres grocs o taronges són substituïts per preses més properes per preservar el to de pell dels actors. En les pel·lícules de color, un filtre gradual neutral es pot utilitzar per aconseguir un efecte similar, com un filtre polaritzant. La utilització d'alguns d'aquests filtres pot limitar el moviment de la càmera, ja que l'eix d'un filtre graduat ha de coincidir amb l'horitzó i l'efecte del filtre polaritzant canvia a mesura que l'eix de la lent de la càmera es mou cap al sol. 
Amb tècniques de postproducció digital també és habitual afegir o intensificar la dispersió de llum ia partir de fonts de llum que, d'altra manera, serien menys pronunciades a la llum del dia, com ara finestres que revelen il·luminació interior, llums artificials exteriors, fars de cotxe, etc. També es pot modificar la llum del dia per fer que sembli de nit a través d'efectes digitals. A través d'aquests, és possible treure tot el cel i afegir-hi estrelles i la lluna, com es va fer a Nàufrag. També a la pel·lícula Mad Max: Fury Road es van sobreexposar moltes escenes. Aprofitant el rang dinàmic de les càmeres digitals utilitzades en la producció, els tirs es van enfosquir i es va aclarir el color amb un tint blau, de manera que es va mantenir el detall a les ombres en comptes de retallar-lo, com podria passar quan es sobreexposa.
Enlloc de gravar al migdia, es recomana gravar a l'alba o al vespre, ja que durant aquests períodes, els fars dels cotxes, fanals i les llums interiors estan enceses com seria a la nit. Però gravar d'aquesta forma pot ser difícil, ja que aquestes condicions duren molt poc i la llum i la temperatura de color són molt canviants.

## Nit Americana a la Fotografia
Amb les càmeres fotogràfiques, a diferència de les de vídeo, no són necessaris aparells externs ni filtres per aconseguir aquest efecte. Per tal de produir-lo només cal treballar amb la càmera en mode manual, subexposar la presa i modificar la temperatura de color a uns 3000K.
A més, però, si no s'aconsegueix del tot l'efecte desitjat, la temperatura de color pot ser ajustada durant la postproducció. L'exposició també pot ser modificada durant l'edició posterior de la fotografia, però si es realitza d'aquesta manera, no és recomanable afegir-hi més d'un diafragma, ja que es podrien generar efectes estranys a la imatge.

### L'ús de flaix
Per crear aquest efecte en una imatge, també existeix la possibilitat de generar-lo mitjançant l'ús de la llum natural de l'entorn i un flaix. Però per tal de controlar l'exposició cal tenir en compte tres factors:
- L'obertura del diafragma; per tal de mesurar la quantitat de llum que es vol que entri a l'objectiu de la càmera.
- El temps d'exposició (velocitat); per tal de controlar durant quant de temps està entrant llum a l'objectiu.
- I per acabar, la sensibilitat ISO del sensor, la qual haurà d'estar al mínim.
Tot i així, s'ha de tenir en compte que el flaix dispara a velocitats molt altes (un flaix normal de mà, a uns 1/6000s aproximadament). Aquest fet provoca que la velocitat del flaix no sincronitzi amb la velocitat prèviament configurada de la càmera, de manera que aquesta es converteix en un factor irrellevant per controlar l'exposició. Tot això provoca que el factor més important sigui l'obertura del diafragma, així que el millor per controlar el flaix és el diafragma, amb el qual, sense modificar-lo, es regula la velocitat de l'obturador per subexposar l'escena.
L'ideal per aconseguir unes bones fotografies utilitzant la Nit Americana és realitzar-les durant les primeres i últimes hores de sol, o bé realitzar-les en dies força ennuvolats.

### Postproducció
Per potenciar la tècnica de la Nit Americana, com ja s'ha comentat anteriorment, es pot pronunciar mitjançant l'ajustament de l'exposició i de la temperatura de color durant la postproducció.
Però aquest efecte de nit, també es pot potenciar mitjançant programes d'edició. Amb els quals, a més, es poden afegir estrelles i la lluna al cel per fer-lo encara més notable.

## Altres
També s'han pogut veure tècniques similars en postals de paisatges antigues, on es canviava la llum del dia només repintant la original.
Exemple de nit americana utilitzant la mateixa fotografia.

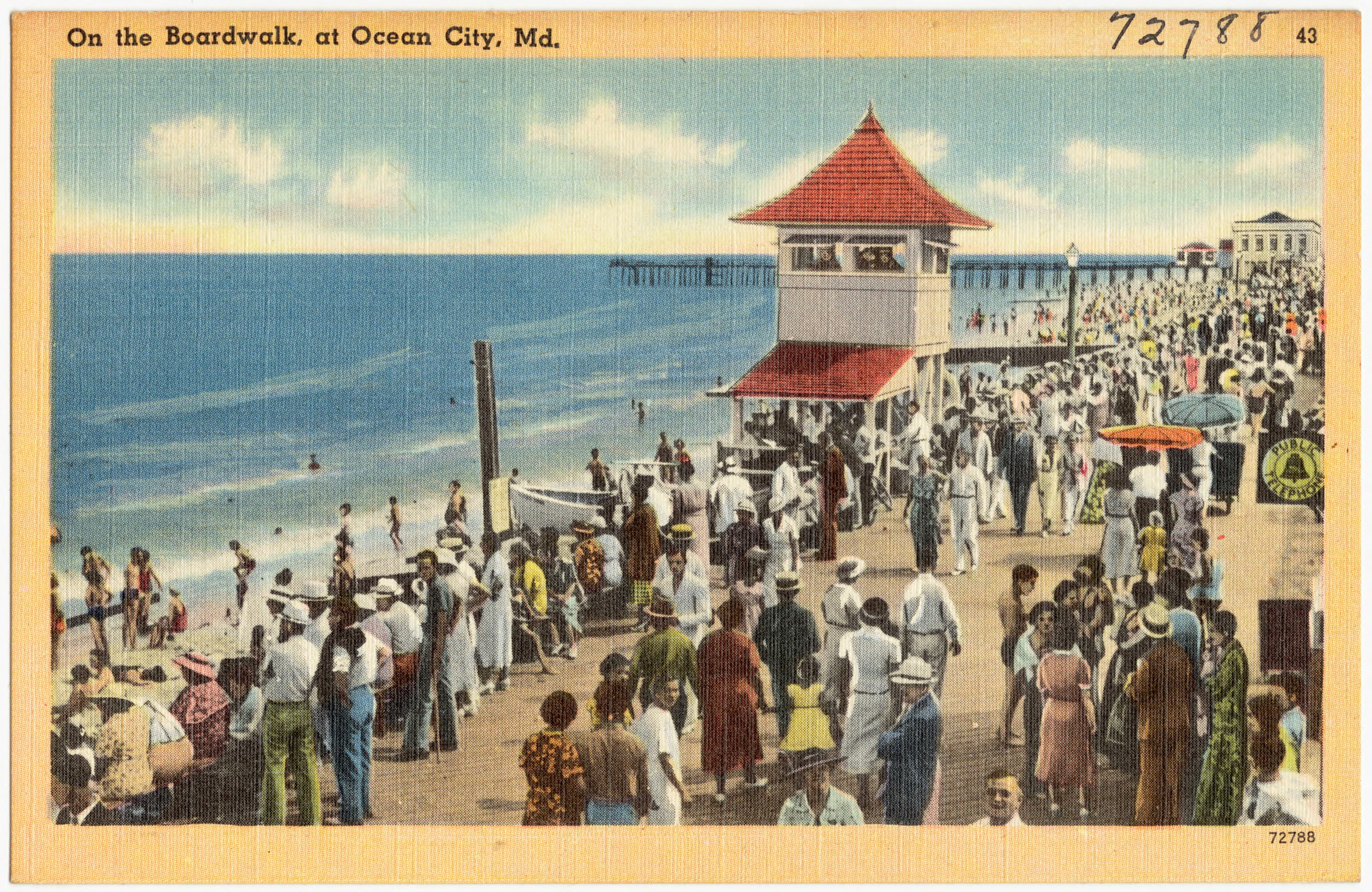
Original.

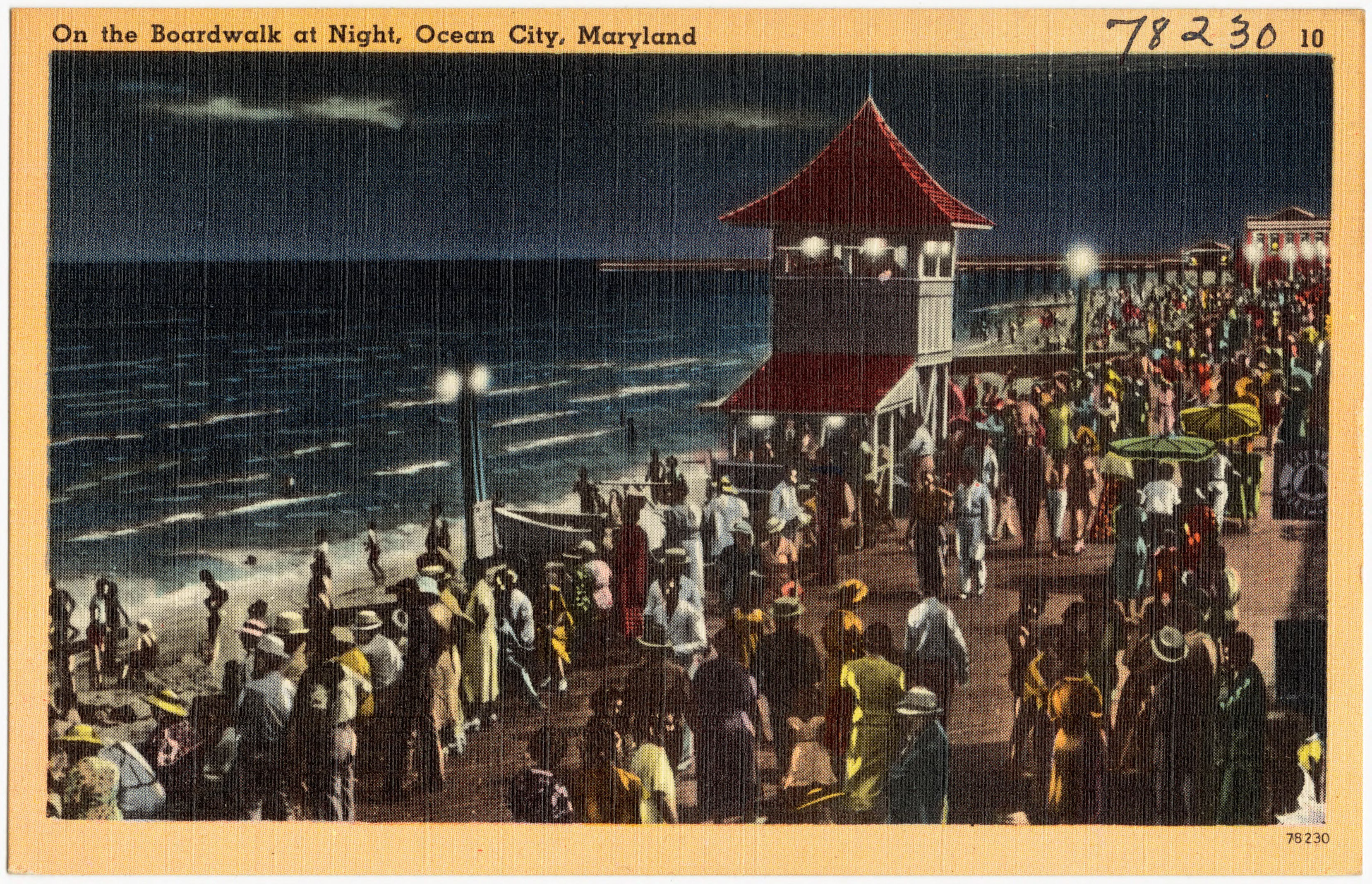
Versió de nit.

Encara que els resultats s'assemblen al dia a la nit per a pel·lícules i vídeos, les tècniques són bastant diferents. En lloc de reduir l'exposició de la impressió feta per a la versió nocturna, el colorista va pintar una impressió idèntica amb tints individuals més foscos. Molts colors són més càlids a l'escena "nocturna", ja que es van afegir colors brillants als fanals, il·luminades a l'original, i el cel hi va posar menys núvols.